# Alyabiev Glacier
Alyabiev Glacier är en glaciär i Antarktis. Den ligger i Västantarktis. Argentina, Chile och Storbritannien gör anspråk på området. Alyabiev Glacier ligger 191 meter över havet.
Terrängen runt Alyabiev Glacier är huvudsakligen kuperad, men åt sydost är den platt. Trakten är obefolkad. Det finns inga samhällen i närheten.